# 孫珩 (成化進士)
孫珩（1442年—？），字邦玉，直隸徐州人，民籍，明朝政治人物。進士出身。

## 生平
早年出身國子生，應天府鄉試第五十六名。成化十四年（1478年）戊戌科會試第一百八十九名，殿試登進士第三甲第三十一名。歷官南京吏部郎中，弘治七年（1494年）五月升廣東左參議。

## 家族
曾祖父孫希文。祖父孫順，曾任知府。父亲孫紹。母徐氏。永感下。娶崔氏。